# Bangladeschische Cricket-Nationalmannschaft gegen Afghanistan in der Saison 2024/25
Die Tour der bangladeschischen Cricket-Nationalmannschaft gegen Afghanistan in der Saison 2024/25 fand vom 6. bis zum 11. November 2024 in den Vereinigten Arabischen Emirate statt. Die internationale Cricket-Tour war Bestandteil der Internationalen Cricket-Saison 2024/25 und umfasste drei ODIs. Afghanistan gewann die Serie mit 2–1.

## Vorgeschichte
Afghanistan bestritt zuvor eine Tour gegen Südafrika, Bangladesch ebenso gegen Südafrika. Es ist das erste Aufeinandertreffen der beiden Mannschaften bei einer Tour.

## Stadien
Die folgenden Stadien wurden für die Tour als Austragungsort vorgesehen.
| Stadion                             | Stadt   | Kapazität | Spiele      |
| ----------------------------------- | ------- | --------- | ----------- |
| Sharjah Cricket Association Stadium | Sharjah | 27.000    | 1. – 3. ODI |

## Kaderlisten
Afghanistan benannte seinen Kader am 22. Oktober 2024.
Bangladesch benannte seinen Kader am 1. November 2024.
| ODI | ODI |
| Afghanistan | Bangladesch |
| --- | --- |
| - Hashmatullah Shahidi (K) - Rahmat Shah (VK) - Fareed Ahmad - Ikram Alikhil (wk) - Noor Ahmad - Sediqullah Atal - Fazalhaq Farooqi - Allah Mohammad Ghazanfar - Rahmanullah Gurbaz (wk) - Riaz Hassan - Rashid Khan - Nangialai Kharoti - Abdul Malik - Mohammad Nabi - Gulbadin Naib - Azmatullah Omarzai - Darwish Rasooli - Bilal Sami - Naveed Zadran | - Najmul Hossain Shanto (K) - Mehidy Hasan Miraz (VK) - Jaker Ali (wk) - Mahmudullah - Mushfiqur Rahim (wk) - Mustafizur Rahman - Nahid Rana - Nasum Ahmed - Rishad Hossain - Shoriful Islam - Soumya Sarkar - Tanzid Hasan - Taskin Ahmed - Tanzid Hasan - Towhid Hridoy - Zakir Hasan (wk) |

## One-Day Internationals

### Erstes ODI in Sharjah
| 6. November Scorecard | Sharjah | Afghanistan 235 (49.4)          | – | Bangladesch 143 (34.3) |
|                       |         | Afghanistan gewinnt mit 92 Runs |   |                        |

Afghanistan gewann den Münzwurf und entschied sich als Schlagmannschaft zu beginnen. Für sie bildete Eröffnungs-Batter Sediqullah Atal mit dem vierten Schlagmann Hashmatullah Shahidi eine Partnerschaft. Atal erreichte 21 Runs und der hineinkommende Gulbadin Naib konnte 22 Runs erzielen. Daraufhin folgte Mohammad Nabi und Shahidi schied nach einem Fifty über 52 Runs aus. An der Seite von Nabi erreichte Rashid Khan, bevor Nangeyalia Kharote ins Spiel kam. Nabi verlor sein Wicket nach einem Fifty über 84 Runs und Kharote blieb undgeschlagen bis das letzte Wicket im letzten Wicket fiel und erreichte 27* Runs. Beste bangladeschische Bowler waren Taskin Ahmed mit 4 Wickets für 53 Runs und Mustafizur Rahman mit 4 Wickets für 58 Runs. Für Bangladesch formte Eröffnungs-Batter Soumya Sarkar und der dritte Schlagmann Najmul Hossain Shanto eine Partnerschaft. Sarkar konnte 33 Runs erzielen und wurde durch Mehidy Hasan Miraz. Shanto konnte 47 Runs erreichen und Miraz 28 Runs. Towhid Hridoy verlor sein Wicket nach 11 Runs, woraufhin die Vorgabe nicht mehr erreicht wurde. Bester afghanischer Bowler war Allah Mohammad Ghazanfar mit 6 Wickets für 26 Runs, der dafür als Spieler des Spiels ausgezeichnet.

### Zweites ODI in Sharjah
| 9. November Scorecard | Sharjah | Bangladesch 252-7 (50)          | – | Afghanistan 184 (43.3) |
|                       |         | Bangladesch gewinnt mit 68 Runs |   |                        |

Bangladesch gewann den Münzwurf und entschied sich als Schlagmannschaft zu beginnen. Für sie eröffneten Tanzid Hasan und Soumya Sarkar. Hasan erreichte 22 Runs und wurde gefolgt durch Najmul Hossain Shanto. Nachdem Sarkar nach 35 Runs ausgeschieden war, folgte Mehidy Hasan Miraz mit 22 und Towhid Hridoy mit 11 Runs. Kurz darauf verlor auch Shanto sein Wicket nach einem Fifty über 76 Run. Daraufhin formten Jaker Ali und Nasum Ahmed eine weitere Partnerschaft. Ahmed gelangen 25 Runs, während Ali ungeschlagen das Innings nach 37* Runs beendete. Damit erhöhte er die Vorgabe auf 253 Runs. Bester afghanischer Bowler war Nangeyalia Kharote mit 3 Wickets für 28 Runs. Für Afghanistan bildete Eröffnungs-Batter Rahmanullah Gurbaz zusammen mit dem dritten Schlagmann Sediqullah Atal eine Partnerschaft. Atal erreichte 39 Runs und der hineinkommende Hashmatullah Shahidi 17 Runs. Nachdem auch Shah nach einem Fifty über 52 Runs ausgeschieden war formten Gulbadin Naib und Mohammad Nabi eine weitere Partnerschaft. Naib erzielte 26 Runs und Nabi 17 Runs. Rashid Khan konnte in der Folge noch 14 Runs erreichen, was jedoch nicht ausreichte, um die Vorgabe einzuholen. Bester bangladeschischer Bowler war Nasum Ahmed mit 3 Wickets für 28 Runs. Als Spieler des Spiels wurde Najmul Hossain Shanto ausgezeichnet.

### Drittes ODI in Sharjah
| 11. November Scorecard | Sharjah | Bangladesch 244-8 (50)            | – | Afghanistan 246-5 (48.2) |
|                        |         | Afghanistan gewinnt mit 5 Wickets |   |                          |

Bangladesch gewann den Münzwurf und entschied sich als Schlagmannschaft zu beginnen. Für sie bildeten die Eröffnungs-Batter Tanzid Hasan und Soumya Sarkar eine Partnerschaft. Sarkar erreichte 24 Runs und Hasan 19 weitere. Daraufhin formten Mehidy Hasan Miraz und Mahmudullah eine weitere Partnerschaft. Miraz gelang ein Fifty über 66 Runs und Mahmudullah schied nach ebenfalls nach einem Fifty über 98 Runs aus. Kurz darauf endete das Innings mit einer Vorgabe von 245 Runs. Bester afghanischer Bowler war Azmatullah Omarzai mit 4 Wickets für 37 Runs. Für Afghanistan formten die Eröffnungs-Batter Rahmanullah Gurbaz und Sediqullah Atal eine Partnerschaft. Atal erreichte 14 Runs und als Azmatullah Omarzai ins Spiel kam, verlor auch Gurbaz sein Wicket nach einem Century über 101 Runs aus 120 Bällen. Daraufhin konnte Omarzai zusammen mit Mohammad Nabi die Vorgabe einholen. Omarzai erreichte dabei ein Fifty über 70* Runs und Nabi 34* Runs. Beste bangladeschische Bowler waren Nahid Rana mit 2 Wickets für 40 Runs und Mustafizur Rahman mit 2 Wickets für 50 Runs. Als Spieler des Spiels wurde Azmatullah Omarzai ausgezeichnet.

## Statistiken
Die folgenden Cricketstatistiken wurden bei dieser Tour erzielt.
| Tests                    | Tests       | Tests   | Tests   | Tests   | Tests   | Tests   | Tests   | Tests   |
| Batting                  | Batting     | Batting | Batting | Batting | Batting | Batting | Batting | Batting |
| Spieler                  | Mannschaft  | Spiele  | Innings | Runs    | Average | HS      | 100s    | 50s     |
| ------------------------ | ----------- | ------- | ------- | ------- | ------- | ------- | ------- | ------- |
| Mohammad Nabi            | Afghanistan | 3       | 3       | 135     | 67,50   | 84      | 0       | 1       |
| Najmul Hossain Shanto    | Bangladesch | 2       | 2       | 123     | 61,50   | 76      | 0       | 1       |
| Mehidy Hasan Miraz       | Bangladesch | 3       | 3       | 116     | 38,66   | 66      | 0       | 1       |
| Rahmanullah Gurbaz       | Afghanistan | 3       | 3       | 108     | 36,00   | 101     | 1       | 0       |
| Mahmudullah              | Bangladesch | 3       | 3       | 101     | 34,33   | 98      | 0       | 1       |
| Bowling                  |             |         |         |         |         |         |         |         |
| Spieler                  | Mannschaft  | Spiele  | Overs   | Wickets | Average | BBI     | 5W      | 10W     |
| Allah Mohammad Ghazanfar | Afghanistan | 3       | 23.3    | 8       | 13,75   | 6/26    | 1       | 0       |
| Mustafizur Rahman        | Bangladesch | 3       | 27.0    | 8       | 18,12   | 4/58    | 0       | 0       |
| Azmatullah Omarzai       | Afghanistan | 3       | 14.4    | 5       | 15,20   | 4/37    | 0       | 0       |
| Taskin Ahmed             | Bangladesch | 2       | 16.0    | 5       | 16,40   | 4/53    | 0       | 0       |
| Rashid Khan              | Afghanistan | 3       | 28.0    | 5       | 20,00   | 2/28    | 0       | 0       |

## Auszeichnungen

### Player of the Series
Als Player of the Series wurden der folgende Spieler ausgezeichnet.
| Serie | Player of the Series |
| ----- | -------------------- |
| ODI   | Mohammad Nabi        |

### Player of the Match
Als Player of the Match wurden die folgenden Spielerinnen ausgezeichnet.
| Spiel  | Player of the Match      |
| ------ | ------------------------ |
| 1. ODI | Allah Mohammad Ghazanfar |
| 2. ODI | Najmul Hossain Shanto    |
| 3. ODI | Azmatullah Omarzai       |